# Atchison Township (comté de Nodaway, Missouri)
Pour les articles homonymes, voir Atchison Township et Atchison.
Atchison Township est un township, situé dans le comté de Nodaway, dans le Missouri, aux États-Unis,.
Le township est fondé en 1845 et baptisé en référence à David Rice Atchison, sénateur du Missouri.

### Source de la traduction
- (en) Cet article est partiellement ou en totalité issu de l’article de Wikipédia en anglais intitulé « Atchison Township, Nodaway County, Missouri » (voir la liste des auteurs).